# Lynton
Lynton – miasto w Anglii, w Devon. W 1961 civil parish liczyła 1918 mieszkańców. Lynton jest wspomniana w Domesday Book (1086) jako Lintone/Lintona.